# Hauterive NE
Hauterive (psáno také jako Hauterive NE pro odlišení od jiných stejnojmenných sídel) je bývalá samostatná obec v kantonu Neuchâtel na západě Švýcarska. Žije zde přibližně 2 600 obyvatel.
Dne 1. ledna 2025 se obec sloučila s obcemi Enges, La Tène a Saint-Blaise a vytvořily obec Laténa.

## Geografie
Hauterive leží v nadmořské výšce 501 metrů, vzdušnou čarou čtyři kilometry severovýchodně od hlavního města kantonu, Neuchâtelu. Obec se rozkládá na terase na dolním jižním svahu masivu Chaumont, ve vyvýšené poloze asi 70 m nad břehem Neuchâtelského jezera.
Území obce o rozloze 2,1 km² zahrnuje část strmého jižního svahu Chaumontu. Obec se rozkládá od břehu jezera přes obdělávanou a částečně vinicemi pokrytou oblast až po zalesněný jižní svah Jury (Côte d’Hauterive) k okraji výšin Chaumont. Zde se nachází nejvyšší bod Hauterive ve výšce 1060 m n. m. V roce 1997 tvořila 26 % rozlohy obce zastavěná plocha, 59 % lesy a lesní porosty, 14 % zemědělská plocha a méně než jedno procento neproduktivní půda.
Součástí Hauterive je osada Champréveyres v nadmořské výšce 440 m podél hlavní silnice nedaleko břehu jezera. Sousedními obcemi Hauterive byly Neuchâtel a Saint-Blaise.

## Historie

Hauterive (1926)

Na břehu Neuchâtelského jezera byly nalezeny stopy osídlení ze staršího paleolitu, neolitu a doby bronzové (kůlové obydlí). V době římské procházela územím obce částečně dlážděná silnice Vy d’Etra.
První písemná zmínka o obci pod názvem Alta Ripa pochází z roku 1143, kdy bylo založeno opatství Fontaine-André. Mniši zde pěstovali vinnou révu a provozovali lisovnu vína. Hauterive patřilo do hrabství Neuchâtel. Od roku 1648 byl Neuchâtel knížectvím a od roku 1707 byl personální unií připojen k Pruskému království. V roce 1806 bylo území postoupeno Napoleonovi a v roce 1815 v rámci Vídeňského kongresu připadlo Švýcarské konfederaci, přičemž pruští králové zůstali až do Neuchâtelské smlouvy z roku 1857 také knížaty Neuchâtelu.
Na památku Maurice Bavauda byla v roce 2011 v Hauterive vztyčena stéla. Bavaud se před druhou světovou válkou pokusil v Mnichově zastřelit Adolfa Hitlera. Byl však zatčen, mučen a v roce 1941 popraven.

## Obyvatelstvo
S více než 2500 obyvateli je Hauterive jednou z větších obcí kantonu Neuchâtel. Z celkového počtu obyvatel je 82,5 % francouzsky mluvících, 6,2 % německy a 3,5 % italsky mluvících (stav k roku 2000). Výrazný nárůst počtu obyvatel byl zaznamenán zejména v 60. letech 20. století.
| Rok            | 1850 | 1900 | 1950 | 1960 | 1970 | 1980 | 1990 | 2000 |
| Počet obyvatel | 345  | 654  | 745  | 1097 | 2213 | 2545 | 2289 | 2637 |

## Hospodářství

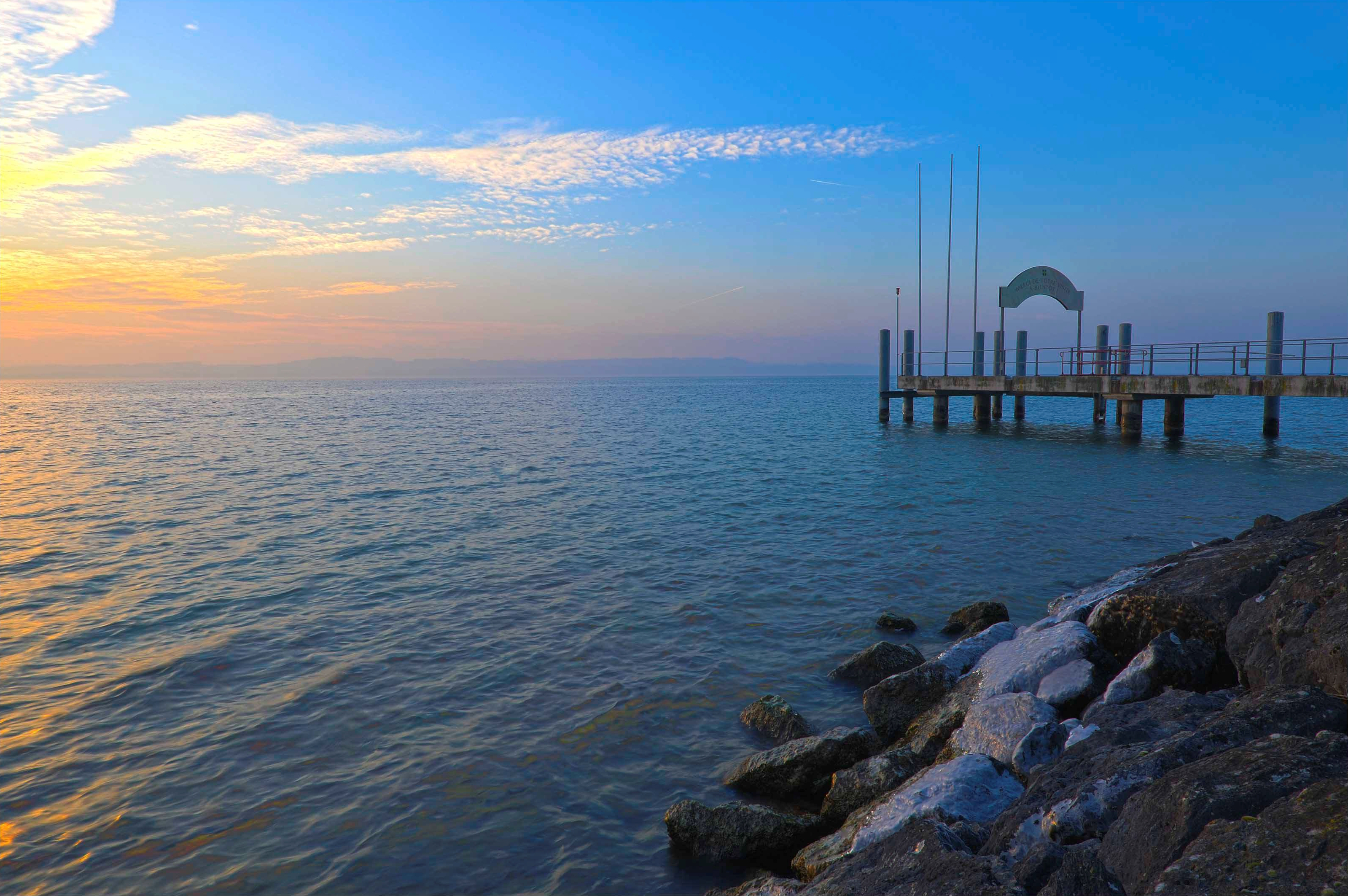
Břeh Neuchâtelského jezera v Hauterive

Hauterive bývalo převážně vinařskou obcí, ale v průběhu 20. století se vyvinula v rezidenční obec. Dnes se zastavěná plocha Hauterive rozrostla společně se sousedními obcemi Neuchâtel a Saint-Blaise. Vinice se pěstují na svazích na severním břehu Neuchâtelského jezera, který je ideální s ohledem na dostatek slunečního svitu (vinařská oblast Champréveyres).

## Doprava
Obec má dobré dopravní spojení. Leží na hlavní silnici č. 5 z Bielu do Neuchâtelu a na dálnici A5. Dne 7. listopadu 1859 byla otevřena železniční trať z Neuchâtelu do Le Landeron se stanicí v Saint-Blaise, jejíž západní část leží na území obce Hauterive. Kromě toho Hauterive obsluhuje dopravní společnost Transports en commun de Neuchâtel et environs, děje se tak prostřednictvím linky 7 neuchâtelských trolejbusů.

## Pamětihodnosti

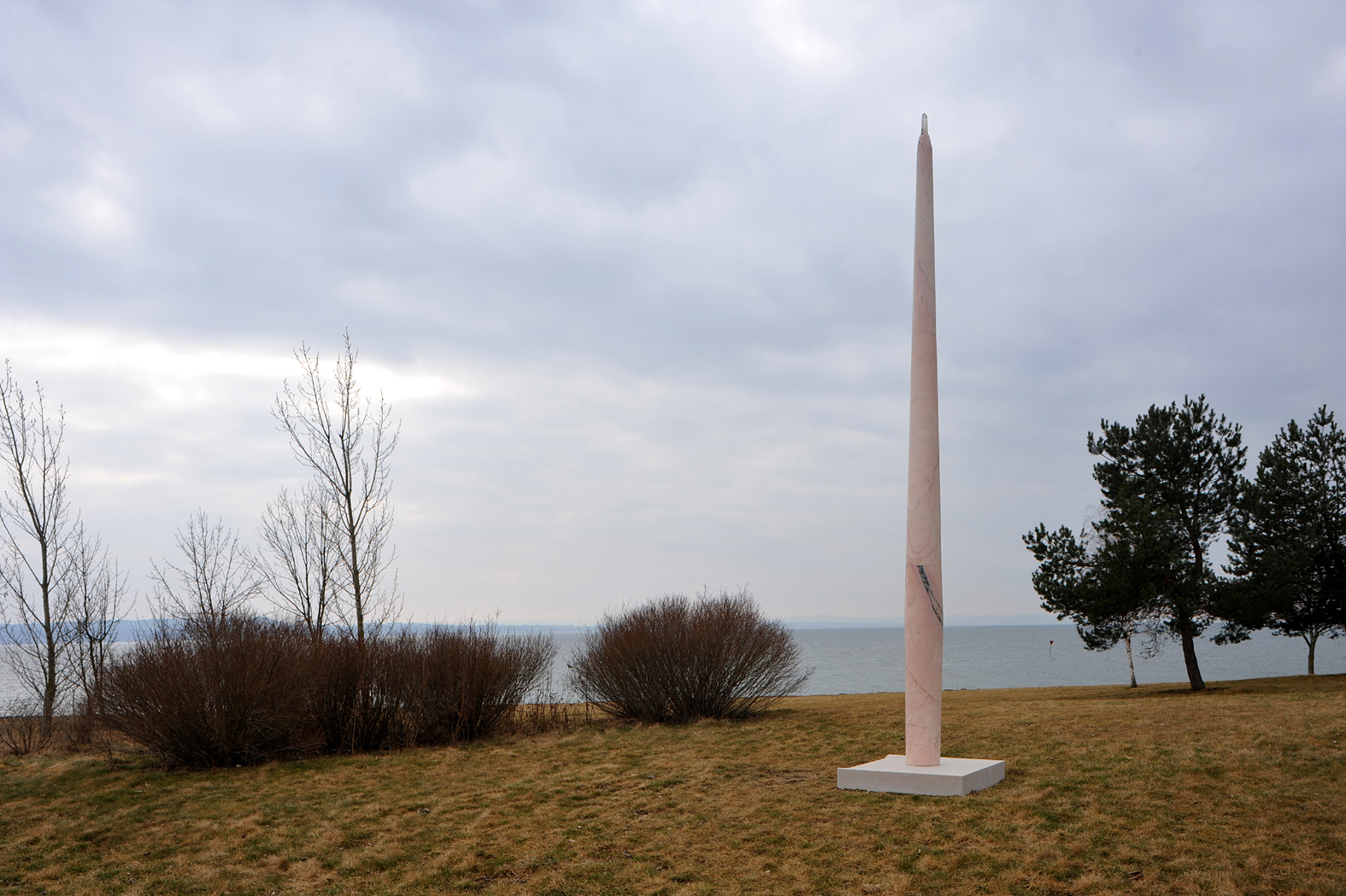
Stéla Maurice Bavarda

Na návsi stojí třípatrová budova bývalé školy s podloubím, jejíž jádro pochází z 15. století. V centru obce se nacházejí další staré patricijské domy, včetně soudního domu z roku 1577 a domu Clottu postaveného v 17. století.
Známá je také Galerie 2016, kde jsou vystavena díla současných umělců. Přímo u jezera se nachází Archeologický park a Kantonální muzeum Laténium.

## Osobnosti
- Maurice Bavaud (1916–1941), neúspěšný atentátník na Hitlera